# 尼歐加鎮區 (伊利諾伊州坎伯蘭縣)
尼歐加鎮區（英語：Neoga Township）是位於美國伊利諾伊州坎伯蘭縣的一個行政鎮區。

## 地方資料
根據2010年美國人口普查的數據，尼歐加鎮區的面積為143.80平方千米，當中陸地面積為141.70平方千米，而水域面積為2.10平方千米。當地共有人口3064人，而人口密度為每平方千米21.31人。